# Campionato mondiale di scherma 1999
Il Campionato mondiale di scherma si è svolto a Seul in Corea del Sud.
Sono stati assegnati sei titoli femminili e sei titoli maschili:
- femminile
  - fioretto individuale
  - fioretto a squadre
  - sciabola individuale
  - sciabola a squadre
  - spada individuale
  - spada a squadre
- maschile
  - fioretto individuale
  - fioretto a squadre
  - sciabola individuale
  - sciabola a squadre
  - spada individuale
  - spada a squadre

## Risultati

### Uomini
| Evento                          | Oro                                                                           | Argento                                                                  | Bronzo                                                                        |
| Spada                           |                                                                               |                                                                          |                                                                               |
| Spada individuale (dettagli)    | Arnd Schmitt                                                                  | Péter Vánky                                                              | Kaido Kaaberma Pavel Kolobkov                                                 |
| Spada a squadre (dettagli)      | Francia Jean-François Di Martino Éric Srecki Hugues Obry Rémy Delhomme        | Germania Arnd Schmitt Mark Steifensand Jörg Fiedler Elmar Borrmann       | Cuba Iván Trevejo Carlos Pedroso Nelson Loyola Camilo Boris                   |
| Fioretto                        |                                                                               |                                                                          |                                                                               |
| Fioretto individuale (dettagli) | Serhij Holubyc'kyj                                                            | Matteo Zennaro                                                           | Wolfgang Wienand Kim Yeong-Ho                                                 |
| Fioretto a squadre (dettagli)   | Francia Lionel Plumenail Patrice Lhotellier Jean-Noël Ferrari Jean-Yves Robin | Cina Wang Haibin Ye Chong Zhang Jie Dong Zhaozhi                         | Polonia Adam Krzesiński Piotr Kiełpikowski Sławomir Mocek Wojciech Szuchnicki |
| Sciabola                        |                                                                               |                                                                          |                                                                               |
| Sciabola individuale (dettagli) | Damien Touya                                                                  | Stanislav Pozdnjakov                                                     | Jean-Philippe Daurelle Luigi Tarantino                                        |
| Sciabola a squadre (dettagli)   | Francia Damien Touya Jean-Philippe Daurelle Mathieu Gourdain Julien Pillet    | Polonia Marcin Sobala Norbert Jaskot Rafał Sznajder Arkadiusz Nowinowski | Russia Stanislav Pozdnjakov Aleksej Frosin Sergej Šarikov Aleksej D'jačenko   |

### Donne
| Evento                          | Oro                                                                   | Argento                                                                         | Bronzo                                                            |
| Spada                           |                                                                       |                                                                                 |                                                                   |
| Spada individuale (dettagli)    | Laura Flessel-Colovic                                                 | Diana Romagnoli                                                                 | Ildikó Mincza Mirayda García                                      |
| Spada a squadre (dettagli)      | Ungheria Ildikó Mincza Gyöngyi Szalay Tímea Nagy Hajnalka Tóth        | Cina Yang Shaoqi Li Na Liang Qin                                                | Germania Imke Duplitzer Claudia Bokel Kristina Ophardt Katja Nass |
| Fioretto                        |                                                                       |                                                                                 |                                                                   |
| Fioretto individuale (dettagli) | Valentina Vezzali                                                     | Sabine Bau                                                                      | Svetlana Bojko Iris Zimmermann                                    |
| Fioretto a squadre (dettagli)   | Germania Sabine Bau Simone Bauer Rita König Monika Weber              | Polonia Sylwia Gruchała Barbara Wolnicka Magdalena Mroczkiewicz Alicja Kryczało | Cina Xiao Aihua Meng Jie Yuan Li Shi Haiying                      |
| Sciabola                        |                                                                       |                                                                                 |                                                                   |
| Sciabola individuale (dettagli) | Yelena Jemayeva                                                       | Ilaria Bianco                                                                   | Ève Pouteil-Noble Anna Ferraro                                    |
| Sciabola a squadre (dettagli)   | Italia Ilaria Bianco Anna Ferraro Alessia Tognolli Daniela Colaiacomo | Francia Anne-Lise Touya Cécile Argiolas Ève Pouteil-Noble Magali Carrier        | Azerbaigian Elena Zhemaeva Anjela Volkova Tat'jana Djačenko       |

## Medagliere
| Posizione | Nazione       |    |    |    | Totale |
| --------- | ------------- | -- | -- | -- | ------ |
| 1         | Francia       | 5  | 1  | 2  | 8      |
| 2         | Germania      | 2  | 2  | 2  | 6      |
| 2         | Italia        | 2  | 2  | 2  | 6      |
| 4         | Azerbaigian   | 1  | 0  | 1  | 2      |
| 4         | Ungheria      | 1  | 0  | 1  | 2      |
| 6         | Ucraina       | 1  | 0  | 0  | 1      |
| 7         | Cina          | 0  | 2  | 1  | 3      |
| 7         | Polonia       | 0  | 2  | 1  | 3      |
| 9         | Russia        | 0  | 1  | 3  | 3      |
| 10        | Svezia        | 0  | 1  | 0  | 1      |
| 10        | Svizzera      | 0  | 1  | 0  | 1      |
| 12        | Cuba          | 0  | 0  | 2  | 2      |
| 13        | Corea del Sud | 0  | 0  | 1  | 1      |
| 13        | Estonia       | 0  | 0  | 1  | 1      |
| 13        | Stati Uniti   | 0  | 0  | 1  | 1      |
| Totale    | Totale        | 12 | 12 | 18 | 42     |